# Краят на омагьосания кръг
„Краят на омагьосания кръг“ (на нидерландски: The Broken Circle Breakdown) е белгийско-нидерландски филм от 2012 година, драма на режисьора Феликс Ван Грунинген по сценарий на Йохан Хелденберг и Мике Добелс, базиран на тяхната едноименна пиеса.
В центъра на сюжета са двойка музиканти, чиято дъщеря се разболява от рак и умира. Главните роли се изпълняват от Верле Батенс, Йохан Хелденберг и Нел Катрейсе.
„Краят на омагьосания кръг“ е номиниран за „Оскар“ за чуждоезичен филм, печели „Сезар“ за чуждестранен филм и Европейска филмова награда за женска роля.